# Advanced Public Transport Systems
Advanced Public Transport Systems (kortweg APTS) was een bedrijf te Helmond dat systemen voor hoogwaardig openbaar vervoer ontwikkelde, produceerde en verkocht. Het bedrijf is opgericht in 1998 en ontwikkelde een totaal nieuw transportsysteem onder de naam Phileas. Dit is een futuristisch voertuig met trameigenschappen voor de kosten van een bus. Aanvankelijk in opdracht van de gemeente Eindhoven, later vroegen meerdere internationale opdrachtgevers om varianten van het voertuig. In 1999 nam de Berkhof Jonckheere Groep een belang van 52% in APTS. De latere VDL Groep kreeg 70% van de aandelen. Op 26 november 2014 is Advanced Public Transport Systems B.V. te Helmond (Noord-Brabant) door de rechtbank Oost-Brabant failliet verklaard.